# Platysenta albolabes
Platysenta albolabes là một loài bướm đêm trong họ Noctuidae.